# Славін Анатолій Леонтійович
Анато́лій Лео́нтійович Сла́він (* 2 січня (15 січня за новим стилем) 1913, Кам'янець-Подільський — † 9 грудня 1971, Москва) — радянський морський офіцер, дипломат.

## Біографічні відомості
Анатолій Череп народився 2 січня (15 січня за новим стилем) 1913 року в Кам'янці-Подільському. За національністю — українець.
Від 1933 року перебував на службі у Військово-морських силах СРСР. 1937 року 24-річний Анатолій Леонтійович змінив прізвище Череп на Славін.
Був членом ВКП(б).
Від 1950 року капітан першого рангу. У 1953—1954 роках був військово-морським аташе при посольстві СРСР у Великій Британії.
Від 1961 року у запасі. Помер 9 грудня 1971 у Москві. Поховано на Бабушкінському кладовищі.